# نگهداری از کودک

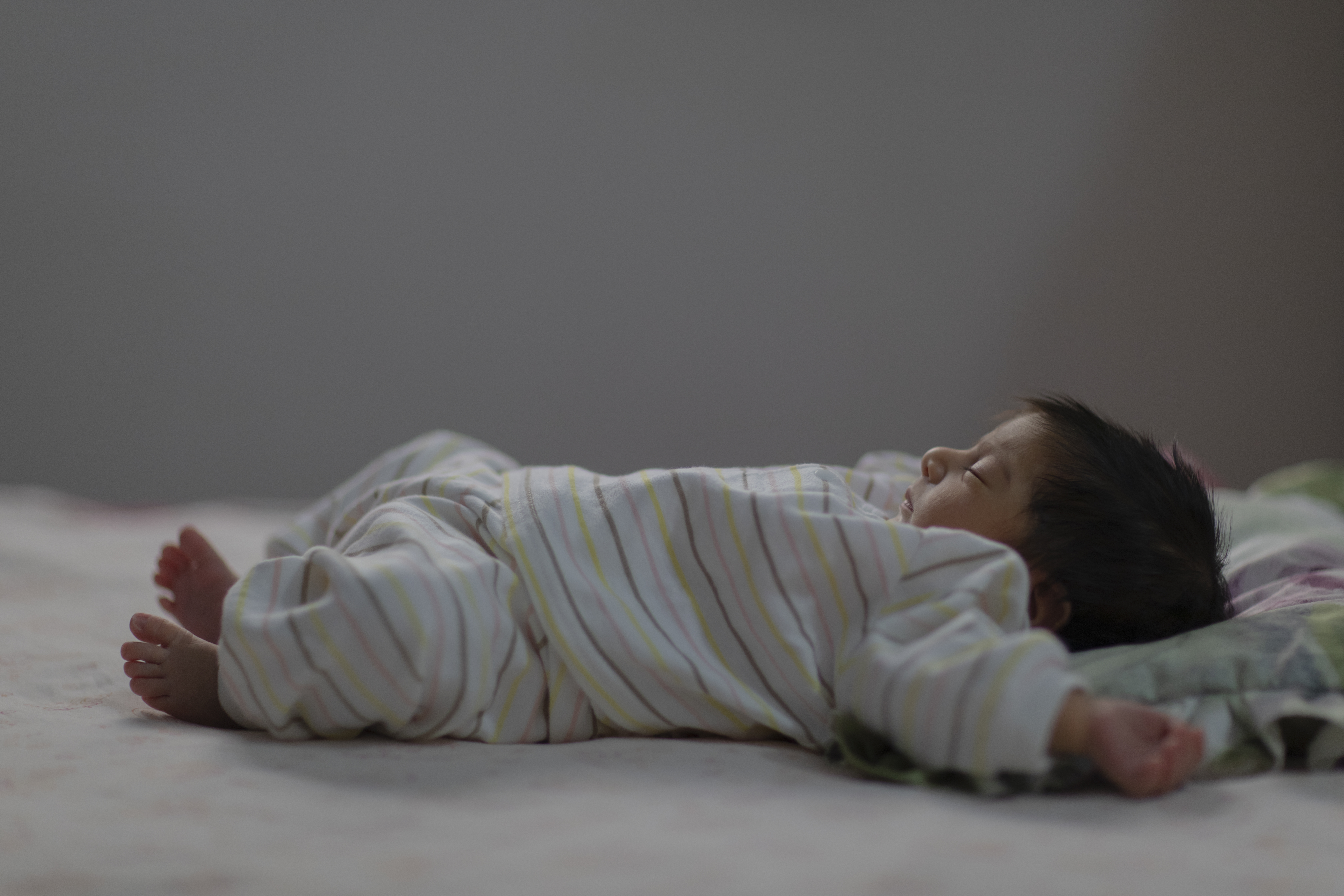
نوزاد چهار روزه انسان

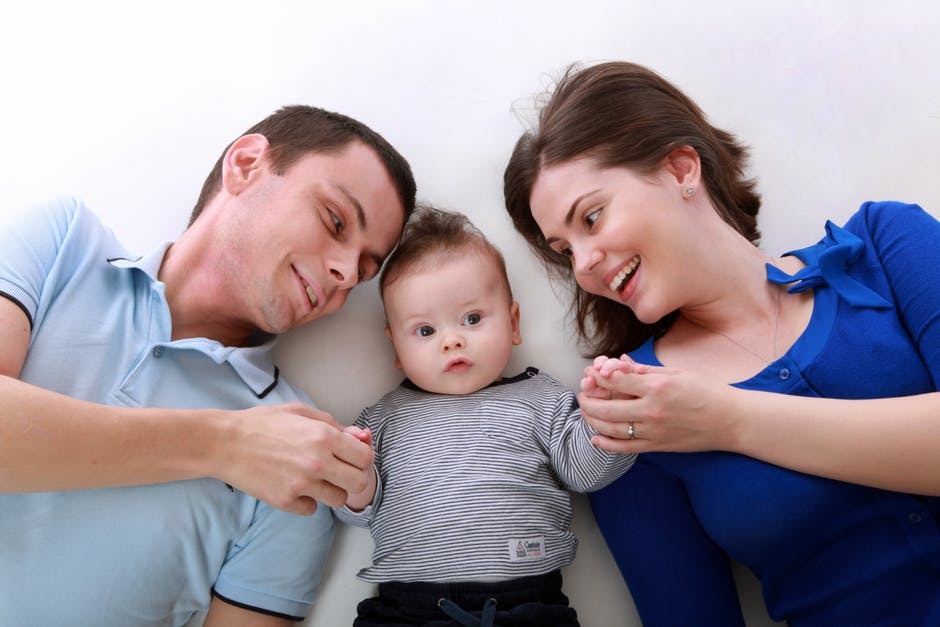
یک کودکِ خردسال و سرپرستانش.

نگهداری از کودک دربرگیرندهٔ غذا دادن، خواباندن، شستن، گرفتنِ ناخن و دیگر کارهایی است که به‌دست سرپرستان یا فردی استخدام‌شده برای یک کودک انجام می‌شوند.

## دما
دمای اتاقِ نوزاد، نباید از میانِ ۱۸ تا ۲۰ درجه بیشتر باشد.
نباید نوزاد را در سرما گذاشت، و همچنین نباید او را بیش از اندازه پوشانید. لباسِ نوزاد باید سبک، گشاد و آسوده باشد.

## بند ناف
پس از زا، بندِ نافِ نوزاد (از نزدیکیِ بدن) بسته شده و بریده می‌شود. جای بریدگی را، باید تا آنجا که می‌توان، تمیز و خشک نگه داشت. معمولاً تا یک هفته زمان می‌برد تا بندِ ناف، خشک شود و بیفتد. همچنین، بازسازیِ جای افتادنِ آن، می‌تواند چند روز زمان ببرد.
تا هنگامی که بندِ ناف نیفتاده است، نباید از حمامِ وان استفاده شود. همچنین، از پوشاندنِ زیرپوش‌های سرهمی، باید پرهیز کرد. پوشک را نیز باید زیرِ بندِ ناف بست، تا جریانِ هوا برای خشک کردنِ آن بس باشد، و همچنین ادرار با آن برخورد نکند. البته، این طبیعی و نرمال است که شاید هنگامِ افتادنِ بندِ ناف، پوشک کمی خونی شود.
در هوای گرم، بهتر است که تنها یک پوشک و یک تی‌شرتِ آزاد به نوزاد پوشانید؛ به این انگیزه که هوا جریان داشته باشد و بندِ ناف زودتر خشک شود.
همواره گوش‌زد می‌شود که جای بندِ ناف، با یک تکه سوآب پنبه‌ای (مانندِ گوش‌پاک‌کن) یا گازِ آغشته به الکل، روزی یک یا دو بار پاک شود. بسیاری از پزشکان به این روش باور دارند؛ ولی امروزه برخی باور دارند که بهتر است، بی هیچ اقدامی، صبر کنیم تا بندِ ناف به‌خودیِخود خشک شود. بهتر است این را با دکترِ کودک در میان گذاشت.
نشانه‌های عفونت، گرچه نادر هستند، می‌توانند دربرگیرندهٔ آماس (برآمدگی)، قرمزی، تب، یا تودهٔ چرک در جای بندِ ناف باشند؛ بنابراین، اگر نافِ کودک دچارِ قرمزی یا سوزش شد، یا شروع به آب‌دادن کرد، باید به دکتر گزارش شود.

## شست‌وشو
از زمانِ زا، باید دستِکم یک‌روزدرمیان نوزاد را حمام برد و شست‌وشو داد. این کار هرگز بازدهٔ بدی روی نافِ نوزاد یا جای پَربُرش (ختنه؛ در نوزادانِ پسر) ندارد؛ و البته شست‌وشوی ناف با آب و صابون، از پدیدآمدنِ عفونت جلوگیری می‌کند.

## ناخن‌گیری
ناخن‌های کودکان، نرم‌تر و تاشونده‌تر از ناخن‌های بزرگسالان می‌باشند، ولی به اندازه‌ای تیز هستند که می‌توانند کودک را زخمی کنند. ناخن‌های دستِ نوزاد، خیلی زود بلند می‌شوند، و شاید نیاز باشد چند بار در هفته کوتاه شوند. البته، ناخن‌های پا دیرتر از از ناخن‌های دست بلند می‌شوند.
ناخن‌گیریِ کودک، بهتر است به‌تنهایی انجام نشود؛ به آن معنا که یکی کودک را نگه دارد و دیگری ناخن‌ها را کوتاه کند. یک روش دیگر این است که ناخن‌گیری، هنگامی انجام شود که کودک شیر می‌خورد یا خواب است.
هنگام چیدنِ ناخن، باید نوکِ انگشتِ کودک را از لبهٔ ناخن جدا کرد. چنان‌چه از ناخن‌گیرِ ویژهٔ کودک استفاده شود، باید هشیار بود که پوست یا حتی گوشتِ انگشتانِ کودک در آن گیر نکند. آسان‌ترین ابزارِ کوتاه کردنِ ناخن‌های کودک، قیچیِ ویژهٔ کودکان است، که گِرد بودن و تیز نبودنِ نوکِ آن، کمک می‌کند تا اگر کودک تکان خورد، به او آسیب نرسد.

## قنداق
انگیزهٔ اصلی و بنیادینِ قنداق، برآوردنِ احساسِ آرامش و امنیت در بچه است. تنها زمانی قنداق به کار می‌آید که نوزاد ناآرام است، گریه می‌کند، یا نمی‌تواند بخوابد. قنداق، تنها به‌اندازهٔ یک ماه پس از زا پیشنهاد می‌شود؛ چون در ماه‌های دیگر، مایهٔ بازماندگی در رشدِ کودک می‌شود.
قنداقِ بچه، به گونه‌ای ساخته می‌شود که دست‌های نوزاد در کنارِ بدن نگه داشته شود. می‌توان قنداق یا هر پارچهٔ بزرگِ دیگر (که برای پیچیدن از سینه تا پای کودک بس باشد) را برگزید، و با یک بند، آن را ایستا نگه داشت. به بیانِ دیگر، کودک ساندویچ می‌شود.
با کیسه‌های خواب نیز می‌توان قنداق کرد. پارچه‌ای مانندِ بالِ هواپیما، که نوزاد را مانندِ پیکره‌ای درونِ یک باکس در بر می‌گیرد. دو سوی پارچه، دورِ نوزاد پیچیده می‌شوند، و پاهای او در پهنایی کوچک‌تر جای می‌گیرند.